# Skulpturlandskap Nordland

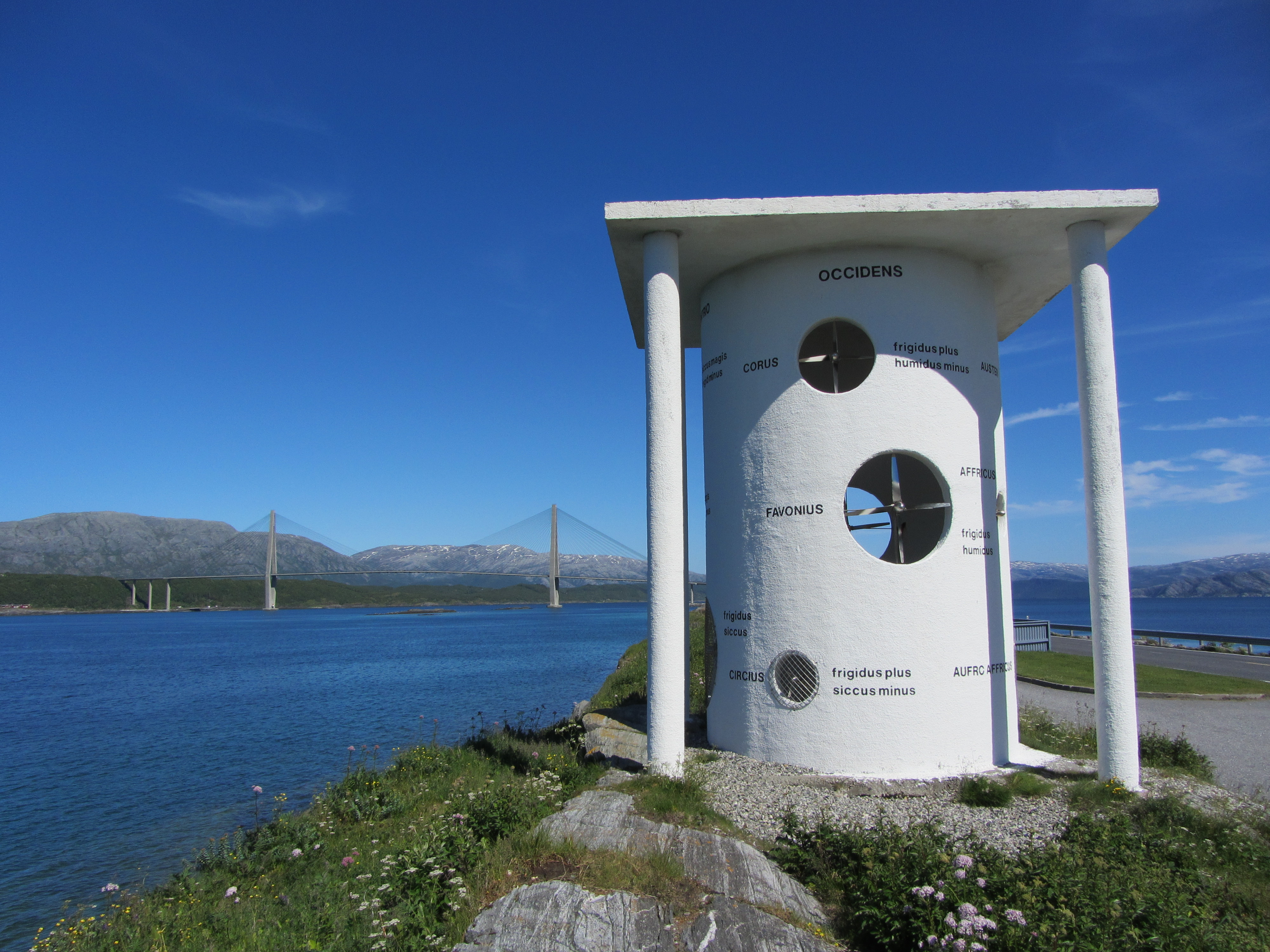
Vindenes hus av Sissel Tolaas i Alstahaug

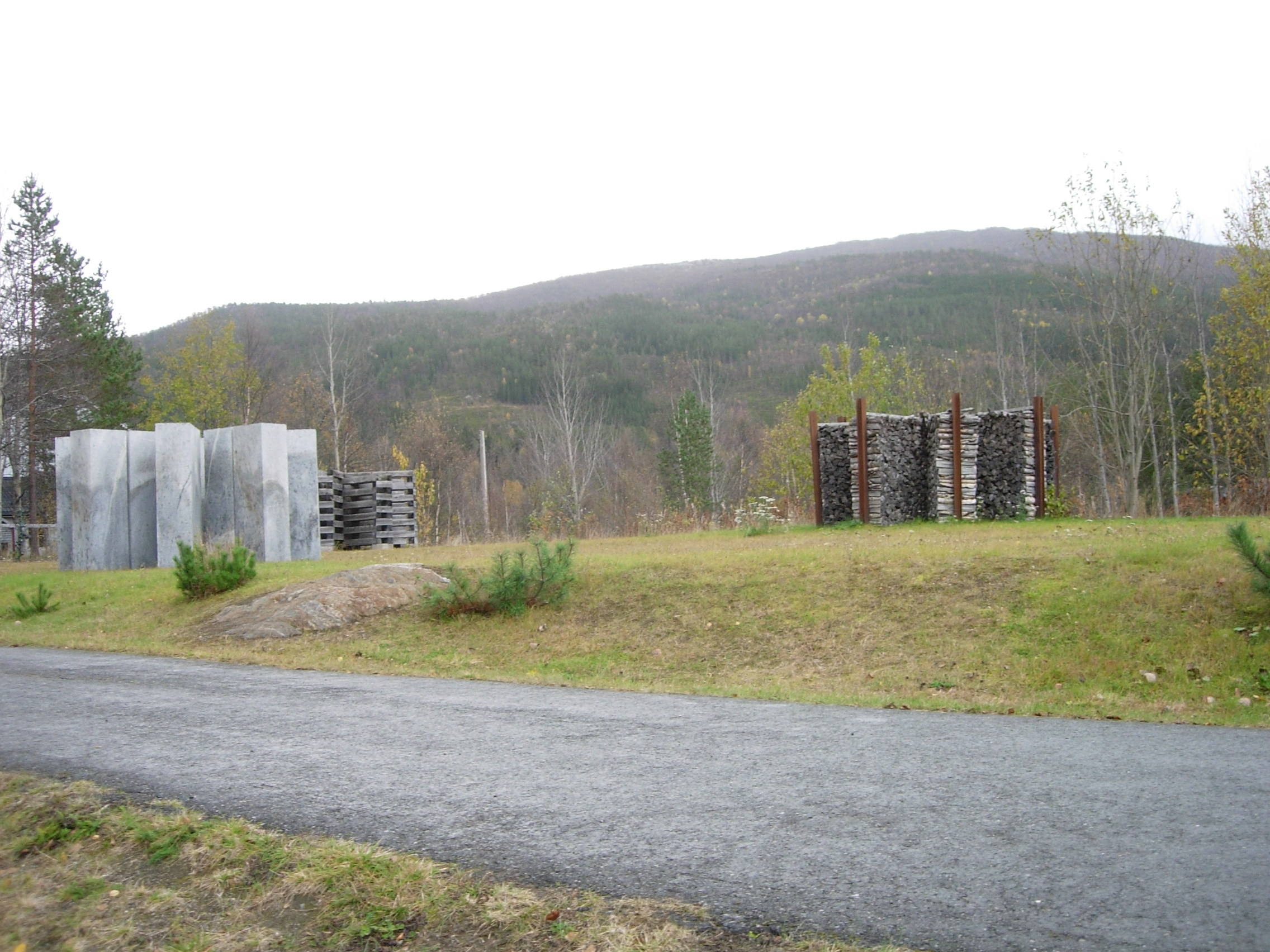
I dag, i morgon, alltid av Kari Cavén i Beiarn

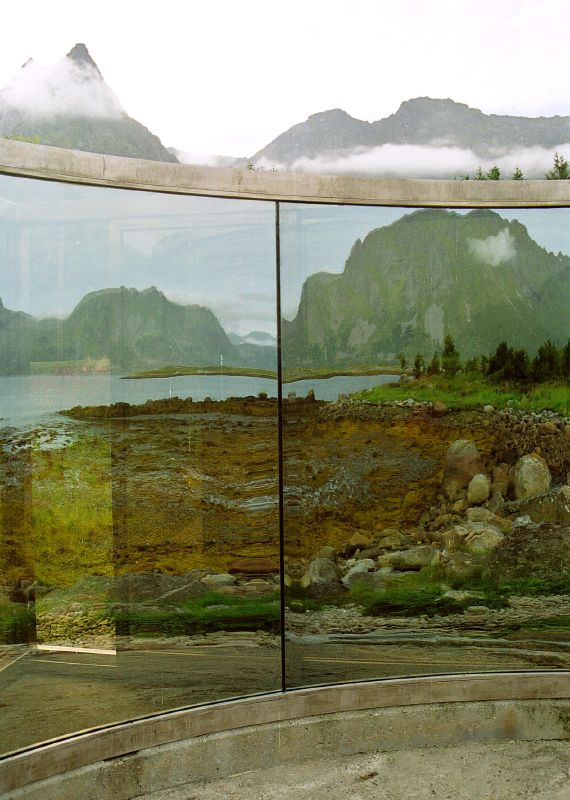
Utan titel av Dan Graham, rostfritt stål och glas, 1996, Lyngvær, Vågan

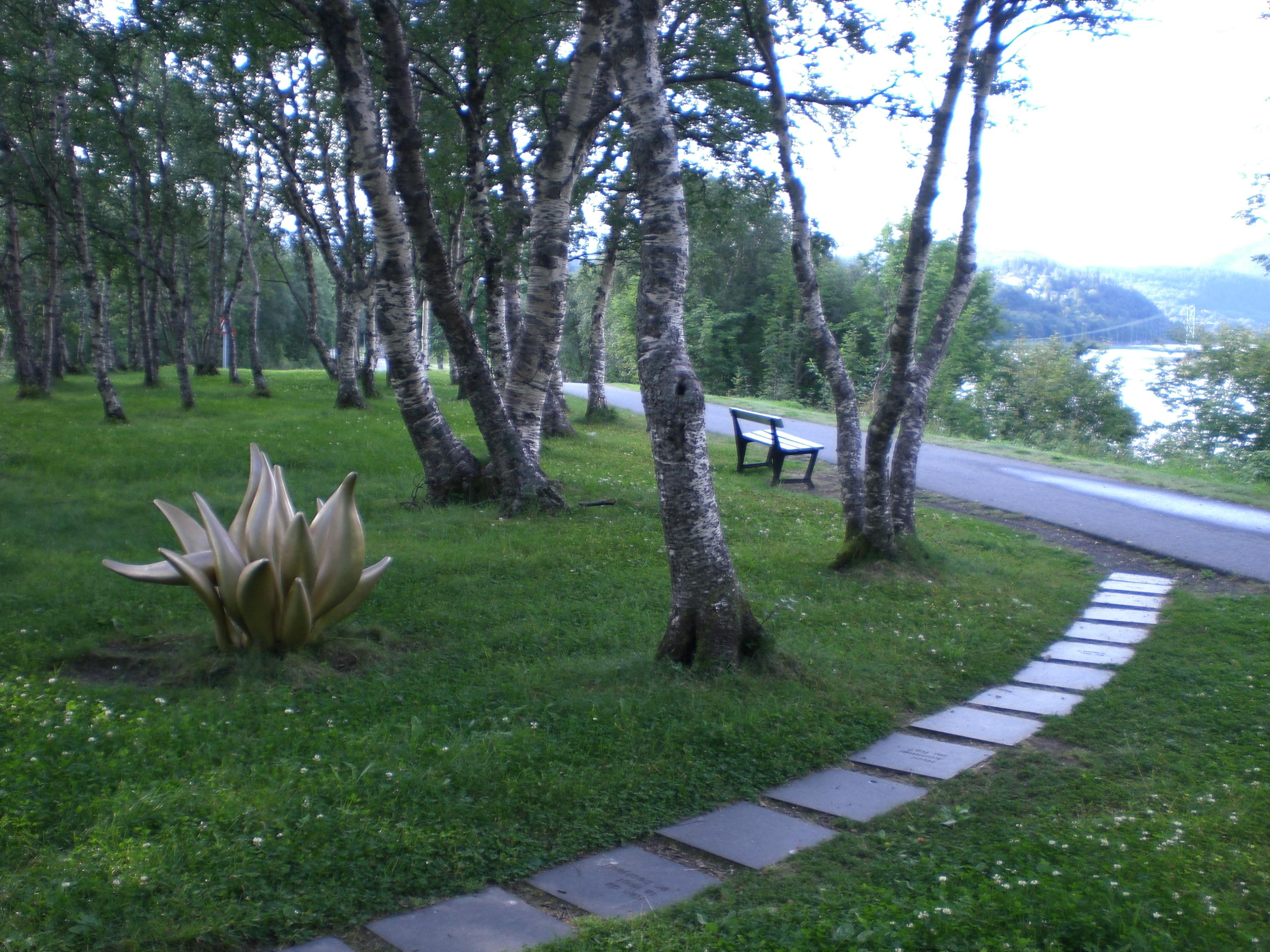
Tre eldar av Hulda Hákon i Mosjøen i Norge

Skulpturlandskap Nordland är en samling av permanent placerade samtidsskulpturer i ett antal kommuner i Nordland fylke i Norge. 
Skulpturlandskap Nordland byggdes upp 1992-98 med Nordland Fylkeskommune som initiativtagare. Inom projektet har i samarbete mellan respektive kommun och fylkeskommunen uppförts ett antal konstverk i ett antal kommuner av norska och utländska skulptörer. Under den ursprungliga projektperioden 1992-98 restes skulpturer i 32 kommuner i Nordland fylke samt i en kommun i Troms fylke.
Konstnären A K Dolven var 1988 initiativtagare till skulpturprojektet. Kurator för projektet var Maaretta Jaukkuri.

## Skulpturer 1992-98
| År   | Navn                   | Land                  | Skulptur                | Kommune                                                           |
| ---- | ---------------------- | --------------------- | ----------------------- | ----------------------------------------------------------------- |
| 1993 | Hreinn Fridfinnsson    | Island                | Alveborg                | Hattfjelldal                                                      |
| 1993 | Dorothy Cross          | Irland                | Hai-Ku-Badekar          | Sømna                                                             |
| 1997 | Erik Dietman           | Sverige/Frankrike     | Steinar Breiflabb       | Brønnøy                                                           |
| 1992 | Kain Tapper            | Finland               | En ny samtale           | Vega                                                              |
| 1993 | Oddvar I.N.            | Norge                 | Opus for himmel og jord | Vevelstad                                                         |
| 1997 | Hulda Hákon            | Island                | Tre Éldar               | Vefsn                                                             |
| 1994 | Sissel Tolaas          | Norge                 | Vindenes hus            | Alstahaug 66°01′42.16″N 12°41′37.93″Ö / 66.0283778°N 12.6938694°Ö |
| 1994 | Waltercio Caldas       | Brasilien             | Omkring                 | Leirfjord                                                         |
| 1995 | Antony Gormley         | Storbritannien        | Havmannen               | Rana                                                              |
| 1992 | Per Kirkeby            | Danmark               | Varde                   | Meløy                                                             |
| 1992 | Kari Cavén             | Finland               | Idag, imorgen, alltid   | Beiarn                                                            |
| 1993 | Gediminas Urbonas      | Litauen               | Fire Eksponeringer      | Saltdal                                                           |
| 1996 | Jan Håfström           | Sverige               | Den glömda staden       | Gildeskål                                                         |
| 1993 | Kristján Gudmundsson   | Island                | Protractus              | Skjerstad, Bodø                                                   |
| 1993 | Per Barclay            | Norge/Italien         | Utan titel              | Fauske                                                            |
| 1993 | Tony Cragg             | Storbritannien        | Utan titel              | Bodø                                                              |
| 1994 | Steinar Christensen    | Norge                 | Stella Maris            | Hamarøy                                                           |
| 1993 | Inge Mahn              | Polen/Tyskland        | Himmel på jord          | Ballangen                                                         |
| 1993 | Bård Breivik           | Norge                 | Utan titel              | Narvik                                                            |
| 1995 | Olafur Gíslason        | Island                | Media Thule             | Tjeldsund                                                         |
| 1995 | Bjørn Nørgaard         | Danmark               | Steinhuset              | Evenes                                                            |
| 1994 | Martti Aiha            | Finland               | Syv magiske punkter     | Skånland i Troms                                                  |
| 1994 | Luciano Fabro          | Italien               | Il Nido/Reiret          | Røst                                                              |
| 1994 | Cristina Iglesias      | Spanien               | Laurbærblad – Moskenes  | Moskenes                                                          |
| 1998 | Toshikatsu Endo        | Japan                 | Epitaph                 | Flakstad                                                          |
| 1992 | Markus Raetz           | Schweiz               | Hode                    | Vestvågøy                                                         |
| 1996 | Dan Graham             | USA                   | Utan titel              | Vågan                                                             |
| 1998 | Anish Kapoor           | Indien/Storbritannien | Øye i stein             | Lødingen                                                          |
| 1998 | Sarkis                 | Turkiet/Frankrike     | Dager og netter         | Hadsel                                                            |
| 1994 | Kjell Erik Killi Olsen | Norge                 | Mannen fra havet        | Bø                                                                |
| 1992 | Sigurdur Gudmundsson   | Island                | Havsøye                 | Sortland                                                          |
| 1995 | Inghild Karlsen        | Norge                 | Etterbilder             | Øksnes                                                            |
| 1992 | Raffael Rheinsberg     | Tyskland              | Øymuseet                | Andøy                                                             |